# الشيحية (محافظة البكيرية)
الشيحية هو مركزٌ تابعٌ لمحافظة البكيرية التابعة لمنطقة القصيم، في المملكة العربية السعودية. المركز من الفئة (أ)، ورمزه 1789 حسب دليل الترميز الموحد للمناطق الإدارية بالمملكة العربية السعودية.